# Poslední kontinent
Poslední kontinent (v originále The Last Continent) je humoristický fantasy román anglického spisovatele Terry Pratchetta, 22. v cyklu (Úžasná) Zeměplocha.

## Obsah
Mágové na Neviditelné univerzitě potřebovali něco zjistit o Zeměploše, a proto se vydali za profesorem nevyzpytatelného zeměpisu. Jenže ten místo toho, aby byl ve své pracovně, objevil červí díru, která vedla na opuštěný ostrov. Na ostrůvku žil pomatený bůh evoluce, který přimontovával slonům kolečka. Mágové se chtěli odtamtud dostat, proto jim bůh vyrobil obrovskou dýni, kterou využili jako loď a přepluli na Poslední kontinent.
Mrakoplaš se v tuto chvíli taky nacházel na Posledním kontinentě, kde ho nalezl klokan, který uměl mluvit. Ten mu pomohl přežít, a tak se Mrakoplaš dostal do hlavního města kontinentu XXXX, Krevperee. Tam objevil magickou universitu, na které byl arcikacléřem jeho příbuzný. V podzemí města pak objevil Mrakoplaš rytinu světadílu XXXX, pokusil se do ní nakreslit mágy a oni opravdu vylezli ven. Mrakoplaš jim sebral magickou plechovku, zatočil s ní nad hlavou a obloha se zatáhla mraky. Tak se vrátil do posledního kontinentu déšť.